# Orthogonales Feld
Orthogonale Felder (eng.: Orthogonal Arrays) sind Tabellen, die im Rahmen der statistischen Versuchsplanung zur Erstellung von Versuchsplänen verwendet werden. Ein orthogonales Feld (genauer gesagt ein orthogonales Feld mit festen Elementen) von {\displaystyle s}-Elementen, bezeichnet mit {\displaystyle L_{N}(s^{m})} ist eine {\displaystyle N\times m}-Matrix, deren Spalten die Eigenschaft haben, dass in jedem Spaltenpaar jedes der möglichen geordneten Elementpaare gleich oft vorkommt.

## Anwendung

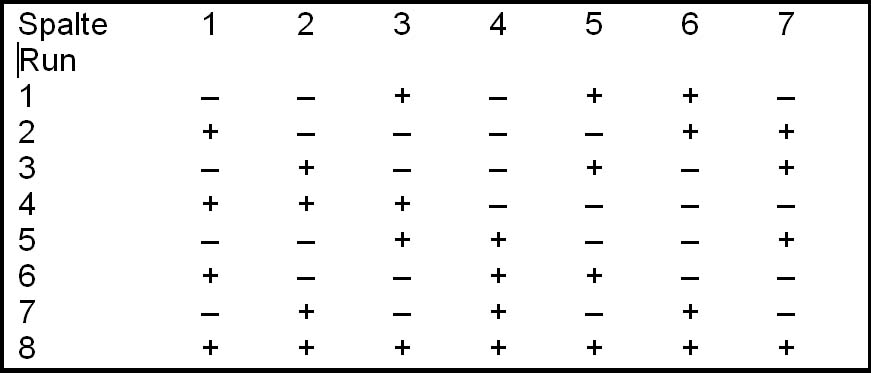
Das orthogonale Feld

Die einfachsten und am häufigsten verwendeten orthogonalen Felder enthalten {\displaystyle 2^{n}} Zeilen und {\displaystyle 2^{n}-1} Spalten. In jedem Tabellenfeld steht ein Plus oder ein Minus. Jeder der Spalten kann ein Versuchsfaktor zugeordnet werden. Plus und Minus stehen für die beiden untersuchten Stufen des Faktors (Beispiel: Faktor Temperatur; „+“ steht dann für den hohen Temperaturwert, „–“ für den niedrigen). Die Zeilen entsprechen den Versuchsläufen und geben vor, auf welche seiner beiden Stufen jeder der Faktoren in dem betreffenden Versuchslauf gestellt werden muss.
Manchmal werden statt der Kodierung mit – und + auch Zahlen (1, 2 oder bei drei Faktorstufen z. B. –, 0, + oder 1, 2, 3) verwendet.
Orthogonalen Feldern kommt eine zentrale Bedeutung im Rahmen der Taguchi-Methode zu.

## Mathematische Hintergründe
Orthogonale Felder sind so beschaffen, dass die Haupteffekte der untersuchten Faktoren nicht miteinander vermengt werden. Der Grund ist, dass das Skalarprodukt zweier beliebiger Spalten immer 0 ist, die Plus- und Minuszeichen in den Spaltenpaaren also immer gleichmäßig verteilt und gegeneinander ausgewogen sind.
Orthogonale Felder haben Kurzbezeichnungen wie z. B. {\displaystyle L_{8}}, {\displaystyle L_{16}}, {\displaystyle L_{32}}, {\displaystyle L_{64}} usw. Das {\displaystyle L} steht hierbei für lateinisches Quadrat.